# Xã Miami, Quận Logan, Ohio
Xã Miami (tiếng Anh: Miami Township) là một xã thuộc quận Logan, tiểu bang Ohio, Hoa Kỳ. Năm 2010, dân số của xã này là 2.349 người.